# Університет республіки Сан-Марино
Університет республіки Сан-Марино (італ. Università degli Studi di San Marino) — державний університет в Сан-Марино. Університет було засновано 31 жовтня 1985 року. Університет розташований у місті Монтеджардіно.

## Факультети
Університет поділений на 6 факультетів (департаментів).
- Департамент біомедичних досліджень
- Департамент комунікацій
- Департамент економіки і технологій
- Департамент освіти та професійної підготовки
- Департамент історичних досліджень
- Департамент юридичних досліджень